# فاطمه سیاد
فاطمه سیاد (سومالیایی: Fadumo Siyaad؛ زادهٔ ۱۷ دسامبر ۱۹۸۶) مانکن اهل سومالی است.